# Goederenstation Sneek
Goederenstation Sneek is een voormalig tram- en treinstation voor goederentreinen nabij Station Sneek in Sneek.
Het goederenstation werd geopend in 1883, tegelijkertijd met de opening van de spoorlijn Sneek-Leeuwarden. Ook de stadstrams met goederen stopte hier regelmatig. Later is de spoorlijn verlengd richting Stavoren. Op het stations was een goederenloods van Van Gend en Loos aanwezig. Het station is in 1984 gesloten. De sporen van het voormalige station zijn nog wel aanwezig. Op de plaats van het station is een busremise en -station gebouwd.